# Baccharis pseudovillosa
Baccharis pseudovillosa là một loài thực vật có hoa trong họ Cúc. Loài này được L.Teodoro & Vidal mô tả khoa học đầu tiên năm 1952.